# Viridiana Salazar
Esbeydi Viridiana Salazar Suaste  (Municipio de Othón P. Blanco,  Quintana Roo, México, 2 de enero de 1998) es una futbolista mexicana que juega como mediocampista ofensiva en el club Chivas Femenil de la Liga MX Femenil. Es la segunda máxima anotadora del Pachuca.  
- Datos: Q42537058